# Ярковий Іван Мефодійович
Іван Мефодійович Ярковий (15 грудня 1927, село Покаляне, тепер Вовчанського району Харківської області — 2012, місто Київ) — український радянський партійний діяч, 1-й секретар Тернопільського обкому КПУ. Член ЦК КПУ в 1971—1986 роках. Депутат Верховної Ради СРСР 8—10-го скликання.

## Життєпис
Народився в селянській родині. Трудову діяльність розпочав у 1946 році колгоспником.
У 1953 році закінчив Харківський зоотехнічний інститут.
У 1953—1961 роках — старший зоотехнік Зборівського районного відділу сільського господарства Тернопільської області, головний зоотехнік Млиновецької машинно-тракторної станції (МТС) Зборівського району, начальник Зборівської районної сільськогосподарської інспекції.
Член КПРС з 1957 року.
У вересні 1961—1962 року — 1-й секретар Зборівського районного комітету КПУ Тернопільської області. У 1962—1963 роках — начальник Зборівського виробничого колгоспно-радгоспного управління.
У листопаді 1963 — червні 1968 року — секретар Тернопільського обласного комітету КПУ.
У червні 1968 — лютому 1983 року — 1-й секретар Тернопільського обласного комітету КПУ. За часи перебування на посаді, Тернопіль був значно розбудований. З'явився новий стадіон, неподалік міста побудували іподром, добудували Бавовняний комбінат. Також, у місті з'явилися спальні мікрорайони. Ярковий особисто контролював харчові магазини, перевіряючи, щоб продавці не приховували дефіцитний товар.
З 1983 року — начальник Черкаського обласного управління рибного господарства.
Потім перебував на пенсії в місті Києві.

## Нагороди
- орден Жовтневої Революції
- два ордени Трудового Червоного Прапора
- медалі
- почесна грамота Президії Верховної Ради Української РСР (14.12.1977)